# 龚稼立
龚稼立（1960年8月—），男，汉族，安徽巢湖人，中华人民共和国政治人物，二级大法官。中国政法大学本科毕业，北京大学法律硕士学位。

## 生平
1984年参加工作，同年加入中国共产党。先后在最高人民法院研究室（编辑部）、出版社、办公厅、政治部、报社等部门工作，曾任最高人民法院政治部副主任。2016年1月，接替郑鄂任广东省高级人民法院院长、党组书记。
2016年1月21日，广东省第十二届人大常委会第二十三次会议补选为第十二届全国人民代表大会代表。2018年2月24日，当选为第十三届全国人大代表。